# メガドラモン
メガドラモンは
1. デジタルモンスターシリーズに登場する架空の生命体・デジタルモンスターの一種。
2. デジモンアドベンチャーの登場人物。

## 概要
初登場はVer.4。機械化した頭部と両腕を持った竜戦士の上半身とヘビを思わせる下半身を持ったドラゴンの姿をした暗黒竜型デジモン。名前は単位の接頭辞メガを、デジモンの世界の中でドラゴンに相当する「ドラモン」を組み合わせたもの。

## 種族としてのメガドラモン
対空迎撃戦力としてアンドロモン、メタルグレイモン、メタルマメモンを製作した者によって改造された4番目のデジモン。強力なセキュリティ突破力を持っている。また、胸部には一部のデジモンにも刻印されている放射能標識に酷似した髑髏のマークが刻印されている。

### 基本データ
- 世代/完全体
- タイプ/暗黒竜型（後にサイボーグ型が主流になる）
- 属性/ウィルス
- 必殺技/ジェノサイドアタック、アルティメットスライサー
- 得意技/メガデスサイド
- 勢力/メタルエンパイア

### 亜種・関連種・その他
ギガドラモン
メタルシードラモン
メタルティラノモン
ムゲンドラモン

## 登場人物としてのメガドラモン

### アニメ
- デジモンアドベンチャー
  - 第48話にメタルエンパイア軍団の主力デジモンとしてギガドラモンと共に登場。ムゲンドラモンの指揮の下、選ばれし子どもたちの追跡や、都市部への絨毯爆撃を行った。選ばれし子供たちとの戦闘では倒されておらず、ムゲンドラモン撃破後の消息は不明となっている。声は平田広明が担当。
- デジモンアドベンチャー02
  - 第38話に登場。もんざえモンと共に人間界に出現したが、パイルドラモンに尻尾を掴まれ、鉄球投げの要領で投げられデジタルワールドに送り返された。前作で登場したムゲンドラモンの配下の生き残りの可能性がある。
- デジモンテイマーズ
  - 第28話に登場。特殊な時計が正常に動き出すことによって、出現するらしい描写をされていた。キュウビモンを「ジェノサイドアタック」で苦戦させるが、乱入したサイバードラモンの攻撃を受け、砂の中に潜っていった。
- デジモンクロスウォーズ～悪のデスジェネラルと七つの王国～
  - 第1話（通算第31話）から第2話（通算第32話）に登場。ドラゴンランドにてデビドラモン（声 - 橋詰知久）、フレアリザモン、ダークティラノモン、ブラキモン、ギガドラモン、サラマンダモンらと共に、バグラ軍の七将軍ことデスジェネラルの一人であるドルビックモンの配下デジモンである雑兵として登場。
- デジモンアドベンチャー tri.
  - 姫川マキのパートナーであるバクモンが進化した姿として登場。
- デジモンアドベンチャー:
  - 第20話に登場。ベルグモンを追う太一たちの足止めをするが、レオモンの挑発に釣られ離れた後、戦闘描写のないまま倒される。その後第29話から第30話にも航空戦力として複数体が登場したが、やはり「ジェノサイドアタック」は単発でしか放たれず、ガルダモンに複数で挑みながら揃って返り討ちにされた。

### 漫画
- デジモンアドベンチャーVテイマー01
  - ネオのクワガーモンとコカトリモンとのジョグレス進化体として登場。空中からの爆撃と、ショグレスと分離を組み合わせた戦術でブイドラモンを圧倒した。ジョグレス時の弱点を見抜かれて重傷を負うが、ジュレイモンとの三段ジョグレスで究極体であるデスモンへと進化した。
  - ネオの配下のデジモンとしてホーリーエンジェル城を襲撃。ギガドラモンと共にレオに襲いかかるがナイトモンに斬り殺される。
  - 番外編の冒頭にてアニメ『デジモンフロンティア』の登場人物である神原拓也らが交戦し、源輝二が進化したヴォルフモンによって倒されデジコードをスキャンされた。

### ゲーム
- デジモンリアライズ
  - 新海沙羅（声 - 久保田未夢）のパートナーデジモンであるバクモンの完全体として登場。声は上田麗奈。
  - デジモンサヴァイブ
  - タクマのパートナーであるアグモンの完全体の一人として登場。パートナーになったのはリアライズ以来。ウイルスの影響の為、シャウトモンのように口が悪くて好戦的な性格になっている。